# لويس رودريغيز (لاعب كرة قدم مواليد 1994)
لويس رودريغيز (بالإسبانية: Francisco Rodriguez Zegada)‏ هو لاعب كرة قدم بوليفي في مركز الدفاع، ولد في 22 أغسطس 1994 في بوليفيا. لعب مع نادي بوليفار ونادي خورخي ويلسترمان.

## وصلات خارجية
- لويس رودريغيز (لاعب كرة قدم مواليد 1994) على موقع Soccerway.com (الإنجليزية)